# Новосолдатка (Белгородская область)
Новосолдатка — село в Белгородской области, Красненском районе; входит в состав Кругловского сельского поселения. Расстояние до райцентра Красное - 20 км.

## История
Новосолдатка (изначально – деревня Солдатская) – одно из первых сел, которое появилось на территории современного Красненского района. Известно, что селиться в этих краях начали еще на заре XVII века. Название села пошло от трех солдат, которые тут первыми обосновались.
В 1871 году в селе была построена деревянная Троицкая церковь.
С 1934 года Ново-Солдатка входит в Кругловский сельсовет в Уколовском районе. С 5 октября 1957 года Уколовский район стал именоваться Красненским.
В декабре 1962 году Красненский район был упразднен, и Кругловский сельсовет вместе с селом Новосолдатка перешел в Алексеевский район.
9 мая 1980 года был воздвигнут обелиск погибшим воинам и жителям в годы Великой Отечественной войны.
25 февраля 1991 года Указом Верховного Совета РСФСР «Об образовании Красненского района в Белгородской области» Красненский район был восстановлен. Село Новосолдатка вошло в состав новообразованного района.
В 1997 году Новосолдатка насчитывала 453 жителей.

## Население
| 2002 | 2010 |
| ---- | ---- |
| 409  | ↘343 |

В 2018 году село насчитывало 249 человек.